# Paba
Paba è un sottodistretto (upazila) del Bangladesh situato nel distretto di Rajshahi, divisione di Rajshahi. Si estende su una superficie di 280,42 km² e conta una popolazione di 314.196  abitanti (censimento 2011).